# Pseudonapomyza nepalensis
Pseudonapomyza nepalensis este o specie de muște din genul Pseudonapomyza, familia Agromyzidae, descrisă de Zlobin în anul 2002.
Este endemică în Nepal. Conform Catalogue of Life specia Pseudonapomyza nepalensis nu are subspecii cunoscute.